# Warren Perkins
Warren Charles "Red" Perkins (Nueva Orleans, Luisiana,2 de febrero de 1924-ibídem,12 de septiembre de 2014) fue un jugador de baloncesto estadounidense que disputó dos temporadas en la NBA. Con 1,91 metros de estatura, jugaba en la posición de alero.

## Trayectoria deportiva

### Universidad
Jugó durante cuatro temporadas con los Green Wave de la Universidad de Tulane. En 1947 fue incluido en el segundo mejor quinteto de la Southeastern Conference, tras promediar 11,4 puntos por partido, y al año siguiente en el tercero, promediando 12,6.

### Profesional
Fue elegido en la trigésimo séptima posición del Draft de la BAA de 1949 por Providence Steamrollers, pero acabó fichando por los Tri-Cities Blackhawks, con los que fue titular en el primer partido de su historia, en el que consiguió 4 puntos.
Jugó dos temporadas en los Hawks, con los que promedió 6,2 puntos y 1,9 asistencias por partido en su primera temporada, y 6,0 puntos y 4,8 rebotes en la segunda.

## Estadísticas de su carrera en la NBA

### Temporada regular
| Temporada | Edad | Equipo                | Liga | Pos. | P   | TIT | MIN | TC  | TCA | %TC  | 3P | 3PA | %3P | TL  | TLA | %TL  | R.OF. | R.DEF. | REB | ASIS | ROB | TAP | PER | FP  | PTS |
| 1949-50   | 25   | Tri-Cities Blackhawks | NBA  |      | 60  |     |     | 2.1 | 7.0 | .303 |    |     |     | 1.9 | 3.3 | .590 |       |        |     | 1.9  |     |     |     | 4.3 | 6.2 |
| 1950-51   | 26   | Tri-Cities Blackhawks | NBA  |      | 66  |     |     | 2.0 | 6.5 | .315 |    |     |     | 1.9 | 3.0 | .646 |       |        | 4.8 | 2.2  |     |     |     | 3.5 | 6.0 |
| Total     |      |                       | NBA  |      | 126 |     |     | 2.1 | 6.7 | .309 |    |     |     | 1.9 | 3.1 | .618 |       |        | 4.8 | 2.0  |     |     |     | 3.9 | 6.1 |

### Playoffs
| Temporada | Edad | Equipo                | Liga | Pos. | P | TIT | MIN | TC  | TCA | %TC   | 3P | 3PA | %3P | TL  | TLA | %TL | R.OF. | R.DEF. | REB | ASIS | ROB | TAP | PER | FP  | PTS |
| 1949-50   | 25   | Tri-Cities Blackhawks | NBA  |      | 2 |     |     | 0.5 | 0.5 | 1.000 |    |     |     | 0.0 | 0.0 |     |       |        |     | 0.0  |     |     |     | 1.0 | 1.0 |
| Total     |      |                       | NBA  |      | 2 |     |     | 0.5 | 0.5 | 1.000 |    |     |     | 0.0 | 0.0 |     |       |        |     | 0.0  |     |     |     | 1.0 | 1.0 |